# Ceratozamia norstogii
Ceratozamia norstogii là một loài thực vật hạt trần trong họ Zamiaceae. Loài này được D.W.Stev. mô tả khoa học đầu tiên năm 1982.